# Náczivadász
A Náczivadász egy magyar blog, melyet két, addig ismeretlen blogger indított útjára 2008 júliusában. Önmeghatározásuk szerint antifasiszta elveket vallanak, azonban céljuk az eredeti Nácivadász és a Partizáninfó című baloldali blogok parodizálása volt. Arculatuk sokat változott, művészi cinizmusuk célkeresztjébe később bekerült a szélsőjobboldali média is. Tőlük eredeztethetőek a "Náczi", illetve a "Zikkájl" kifejezések.[forrás?]

## Története
- Az első bejegyzés 2008. július 20-án került a nyilvánosság elé.[4] Az új blog híre a Bombagyár üzenőfalán kezdett terjedni, majd a szerkesztőgárda tetszését is hamar elnyerte. Ennek köszönhetően hamar kialakult a blog közönsége, melynek nagy részét a Bombagyár olvasói tették ki.
- Az első fordulópont a blog feltörése volt, mely során egy önmagát baloldali hekkernek beállító személy fenyegető üzenetet helyezett el a címlapon.[5][6] A Google munkatársai segítségével viszont hamar visszakapták az irányítást. Eközben felmerült egy médiahack gyanúja is, ugyanis a hír jobboldali híroldalakon való megjelenése rengeteg olvasót hozott a náczivadászoknak.[7]
- 2009. március 27-én Bede Márton, az index újságírója és a Matula Magazin egyik szerzője elnézést kért Magyarországtól a blog miatt.[8]
- 2009. június 17-én a Google egy névtelen bejelentés hatására törölte a blog elérhetőségét. Tartalma egy ideig a Bombagyár által üzemeltetett szerverről volt érhető.
- A visszatérés alkalmából 2009. július 8-án megjelentettek egy videót, melyen Kóka János, az SZDSZ frakcióvezetője SS-egyenruhában volt ábrázolva. A kép miatt Kóka János büntetőfeljelentést tett.[9][10]
- 2009. október 30-án álhír terjesztésébe kezdtek Éder Krisztiánnal kapcsolatban, miszerint az énekes AIDS-ben szenved.[11] A hírt először a Napiszar közéleti blog vette át, majd több médium is kommentálta.[12][13]
- 2010. február 18-án gyűjtést szerveztek Havas Henrik médiaszemélyiség megsegítésére, amiért a honlapját üzemeltető céggel tartozási ügybe keveredett.[14] A nyilvánvaló álhírt a Napi Ász Online bulvár magazin módosítás és kommentár nélkül leközölte.[15][16]